# Mostitj
Mostitj (bulgariska: Мостич) är ett distrikt i Bulgarien.   Det ligger i kommunen Obsjtina Veliki Preslav och regionen Sjumen, i den östra delen av landet, 280 km öster om huvudstaden Sofia.
Trakten runt Mostitj består till största delen av jordbruksmark. Runt Mostitj är det ganska glesbefolkat, med 47 invånare per kvadratkilometer.